# Drowned World/Substitute for Love
Drowned World/Substitute for Love is een single van Madonna, afkomstig van het album Ray of Light, uit 1998. Het nummer, dat mede door Madonna werd geschreven en geproduceerd, werd positief beoordeeld door critici.

## Achtergrondinformatie
Omdat de single Ray of light met een maand vertraging werd uitgebracht in de VS, besloot Madonna's platenmaatschappij Drowned World/Substitute For Love enkel in Europa en Azië uit te brengen om het gat tot de volgende single The Power of Good-bye te dichten.
De ballade begint met een mannenstem die You see zegt. Het is een sample van het bestaande lied While I Follow The Tiger, geschreven door Rod McKuen en Anita Kerr. Door dat zinnetje krijgen de twee ook credits als schrijvers.
Ondanks het feit dat het een middelmatig succes was in de hitlijsten, is het een van Madonna's eigen favorieten nummers (ook Live to Tell noemt ze regelmatig). In 2001 vernoemde ze haar nieuwe tournee naar dit nummer. Madonna begon haar Drowned World Tour iedere avond met Drowned World/Substitute For Love. Tijdens haar Confessions Tour in 2006 werd het nummer ook gespeeld.

## Videoclip
De videoclip van Drowned World/Substitute For Love werd in juni 1998 opgenomen in Londen. De regisseur was Walter Stern. De reality-clip begint met Madonna als ze haar huis verlaat. Buiten staat het vol met paparazzi. Ze probeert te ontsnappen met haar auto. Ze stapt uit bij een hotel vol andere bekendheden. In de lobby wordt ze bekeken en belaagd door hen, hun gezichten krijgen monsterlijke trekjes. Ze vlucht voor iedereen en de cameraflitsen weg, verder het hotel in. Ze komt langs een hotelbediende die naar haar lacht. Als Madonna teruglacht, neemt deze vrouw snel een foto van haar. Ze vlucht terug naar huis, neemt haar dochter in haar armen en zingt dat ze van gedachten is veranderd over haar beroemdheid: Now I find, I've changed my mind. This is my religion.
De videoclip veroorzaakte controverse bij de première op 25 juli 1998. De scène waarin Madonna in haar auto wordt achtervolgd door paparazzi op motorfietsen deed denken aan de dood van prinses Diana in 1997.

## Hitlijsten
De ballade was wereldwijd een bescheiden succes. In Nederland kwam Drowned World/Substitute For Love tot nummer 27 in de Top 40, en hield het drie weken vol. In het Verenigd Koninkrijk kwam hij binnen op nummer 10 en viel na vijf weken de lijst uit. In Australië en Japan kwam het nummer ook hoog, maar gleed daarna snel naar beneden. In Canada werd de single niet uitgebracht, maar kwam hij door de verkoop van importexemplaren wel de hitlijsten binnen. In de Verenigde Staten kwam de B-kant van de single, Sky Fits Heaven de dance-hitlijst terecht.